# Police montée (film)
Pour l’article homonyme, voir Police montée.
Pour plus de détails, voir Fiche technique et Distribution.
Police montée (Northwest Hounded Police) est le 4e court métrage d'animation de la série américaine Droopy réalisé par Tex Avery et sorti le 3 août 1946.

## Fiche technique
- Réalisation : Tex Avery
- Producteur : Fred Quimby
- Musique : Scott Bradley
- Production : MGM cartoon studio
- Distributeur : Metro-Goldwyn-Mayer
- Durée : 7 minutes 30 secondes
- Date de sortie :
  - États-Unis : 3 août 1946

## Voix
- Tex Avery : Droopy[1].